# My Worlds - The collection
My Worlds: The Collection is een verzamelalbum van Justin Bieber dat in november 2010 binnenkwam in de albumlijst. In Nederland bereikte het album de platinastatus terwijl het album niet hoger kwam dan "slechts" de 26e plaats, in tegenstelling tot zijn vorige album dat de negende plek haalde.

## Nummers
Op het album staan alle nummers van volgende albums:
- My World
- My World 2.0
- My Worlds Acoustic

| Nr. | Titel                                                     | Schrijver(s)                                                                    | Producer(s)                        | Duur |
| --- | --------------------------------------------------------- | ------------------------------------------------------------------------------- | ---------------------------------- | ---- |
| 1.  | One Time (Acoustic Version)                               | Christopher Stewart, Terius Nash, James Bunton, Corron Cole, Thabiso Nkhereanye | Dan Kanter, Rob Wells, Kuk Harrell | 3:06 |
| 2.  | Baby (Acoustic Version)                                   | Justin Bieber, Stewart, Nash, Christina Milian, Christopher Bridges             | Kanter, Wells, Harrell             | 3:35 |
| 3.  | One Less Lonely Girl (Acoustic Version)                   | Ezekiel Lewis, Balewa Muhammad, Sean Hamilton, Hyuk Shin, Usher Raymond IV      | Kanter, Wells, Harrell             | 3:57 |
| 4.  | Down to Earth (Acoustic Version)                          | Bieber, Kevin Risto, Waynne Nugent, Mason Levy, Carlos Battey, Steven Battey    | Kanter, Wells, Harrell             | 4:03 |
| 5.  | U Smile (Acoustic Version)                                | Bieber, Jerry Duplessis, Arden Altino, Dan August Rigo                          | Kanter, Wells, Harrell             | 3:16 |
| 6.  | Stuck in the Moment (Acoustic Version)                    | Bieber, Rigo Jonathan Yip, Ray Romulus, Jeremy Reeves                           | Kanter, Wells, Harrell             | 3:18 |
| 7.  | Favorite Girl (Live)                                      | Antea Birchett, Anesha Birchet, Dernst Emile II, Delisha Thomas                 | Kanter, Wells, Harrell             | 5:09 |
| 8.  | That Should Be Me (Acoustic Version)                      | Bieber, Adam Messinger, Nasri Atweh, Luke Boyd                                  | Kanter, Wells, Harrell             | 4:09 |
| 9.  | Never Say Never (Acoustic Version) featuring Jaden Smith) | Bieber, Jaden Smith, Messinger, Atweh, Harrell, Omarr Rambert                   | Kanter, Wells, Harrell             | 3:42 |
| 10. | Pray                                                      | Bieber, Atweh, Messinger, Omar Martinez                                         | Kanter, Wells, Harrell             | 3:32 |
| 11. | Somebody to Love (featuring Usher)                        | Bieber, Reeves, Romulus, Yip, Bright                                            | The Stereotypes                    | 3:41 |
| 12. | Never Say Never (featuring Jaden Smith)                   | Bieber, Smith, Messinger, Atweh, Harrell, Rambert                               | The Messengers                     | 3:47 |
| 13. | Somebody to Love (J-Stax Remix)                           | Bieber, Reeves, Romulus, Yip, Bright                                            |                                    | 3:34 |

| Nr. | Titel                                 | Schrijver(s) | Producer(s)                                 | Duur |
| --- | ------------------------------------- | --- | ------------------------------------------- | ---- |
| 1.  | One Time                              | Stewart, Nash, Bunton, Cole, Nkhereanye                                                                                 | Stewart, Kuk Harrell, Bunton, Cole          | 3:35 |
| 2.  | Favorite Girl                         | Antea Birchett, Anesha Birchet, Dernst Emile II, Delisha Thomas                                                         | D'Mile                                      | 4:16 |
| 3.  | Down to Earth                         | Justin Bieber, Midi Mafia, Mason Levy, Carlos Battey, Steven Battey                                                     | Midi Mafia                                  | 4:05 |
| 4.  | Bigger                                | Bieber, Midi Mafia, Dapo Torimiro, Lonny Breaux                                                                         | Midi Mafia, Dapo Torimiro                   | 3:17 |
| 5.  | One Less Lonely Girl                  | Ezekiel Lewis, Balewa Muhammad, Sean Hamilton, Hyuk Shin, Usher Raymond IV                                              | E. Lewis, B. Muhammad, S. Hamilton, H. Shin | 3:49 |
| 6.  | First Dance (featuring Usher)         | Bieber, Usher Raymond IV, Jesse "Corparal" Wilson, Ryan Lovette, Dwight Reynolds, Alexander "Prettyboifresh" Parhm, Jr. | Prettyboifresh                              | 3:42 |
| 7.  | Love Me                               | Peter Svensson, Nina Persson, Peter Hernandez, Phillip Lawrence, Ari Levine                                             | DJ Frank E                                  | 3:12 |
| 8.  | Common Denominator                    | Bieber, Lashaunda "Babygirl" Carr                                                                                       | L. Carr                                     | 4:02 |
| 9.  | Baby (featuring Ludacris)             | Bieber, Nash, Stewart, Milian, Bridges                                                                                  | The-Dream, Stewart                          | 3:36 |
| 10. | Somebody to Love                      | Bieber, Heather Bright & The Stereotypes                                                                                | The Stereotypes                             | 3:42 |
| 11. | Stuck in the Moment                   | Bieber, The Stereotypes, Dan August Rigo                                                                                | The Stereotypes                             | 3:43 |
| 12. | U Smile                               | Bieber, Jerry Duplessis, Arden Altino, Dan August Rigo                                                                  | J. Duplessis, A. Altino                     | 3:17 |
| 13. | Runaway Love                          | Bieber, Melvin Hough II, Rivelino Wouter, Timothy Thomas & Theron Thomas                                                | Melvin Hough II                             | 3:33 |
| 14. | Never Let You Go                      | Bieber, Johnta Austin, Bryan-Michael Cox                                                                                | B. Cox                                      | 4:26 |
| 15. | Overboard (featuring Jessica Jarrell) | Bieber, Midi Mafia, Dapo Torimiro, Taurian Shropshire                                                                   | Midi Mafia, D. Torimiro                     | 4:11 |
| 16. | Eenie Meenie (with Sean Kingston)     | Bieber, Carlos Battey, Steven Battey, Kisean Anderson                                                                   | Benny Blanco                                | 3:23 |
| 17. | Up                                    | Bieber, The Messengers                                                                                                  | The Messengers                              | 3:55 |
| 18. | That Should Be Me                     | Bieber, The Messengers, Luke Boyd                                                                                       | The Messengers                              | 3:53 |

## Singles
| Single met eventuele hitnotering(en) in de Nederlandse Top 40 | Datum van verschijnen | Datum van binnenkomst | Hoogste positie | Aantal weken | Opmerkingen                                     |
| ------------------------------------------------------------- | --------------------- | --------------------- | --------------- | ------------ | ----------------------------------------------- |
| One time                                                      | 2009                  | 12-12-2009            | tip13           | -            | Nr. 74 in de Single Top 100                     |
| Baby                                                          | 2010                  | 10-04-2010            | 23              | 6            | met Ludacris / Nr. 23 in de Single Top 100      |
| Eenie meenie                                                  | 06-2010               | -                     |                 |              | met Sean Kingston / Nr. 95 in de Single Top 100 |
| Never say never                                               | 06-2010               | -                     |                 |              | met Jaden Smith / Nr. 70 in de Single Top 100   |

| Single met hitnotering(en) in de Vlaamse Ultratop 50 | Datum van verschijnen | Datum van binnenkomst | Hoogste positie | Aantal weken | Opmerkingen                               |
| ---------------------------------------------------- | --------------------- | --------------------- | --------------- | ------------ | ----------------------------------------- |
| One less lonely girl                                 | 2009                  | 10-10-2009            | tip25           | -            |                                           |
| One time                                             | 2009                  | 07-11-2009            | tip12           | -            |                                           |
| Baby                                                 | 2010                  | 24-04-2010            | 12              | 15           | met Ludacris / Nr. 3 in de Radio 2 Top 30 |
| Eenie meenie                                         | 2010                  | 26-06-2010            | 47              | 3            | met Sean Kingston                         |
| Somebody to love                                     | 2010                  | 14-08-2010            | 43              | 2            |                                           |
| U smile                                              | 01-11-2010            | 13-10-2010            | tip21           | -            |                                           |
| Pray                                                 | 06-12-2010            | 25-12-2010            | tip5            | -            |                                           |
| Never say never                                      | 2010                  | 09-04-2011            | 26              | 3            | met Jaden Smith                           |

## Hitnotering

### NederlandseAlbum Top 100
| Hitnotering: (Week 1 t/m 39) 27-11-2010 t/m 20-08-2011 Hitnotering: (Week 40 t/m 42) 03-09-2011 t/m 17-09-2011 Hitnotering: (Week 43) 26-11-2011 | Hitnotering: (Week 1 t/m 39) 27-11-2010 t/m 20-08-2011 Hitnotering: (Week 40 t/m 42) 03-09-2011 t/m 17-09-2011 Hitnotering: (Week 43) 26-11-2011 | Hitnotering: (Week 1 t/m 39) 27-11-2010 t/m 20-08-2011 Hitnotering: (Week 40 t/m 42) 03-09-2011 t/m 17-09-2011 Hitnotering: (Week 43) 26-11-2011 | Hitnotering: (Week 1 t/m 39) 27-11-2010 t/m 20-08-2011 Hitnotering: (Week 40 t/m 42) 03-09-2011 t/m 17-09-2011 Hitnotering: (Week 43) 26-11-2011 | Hitnotering: (Week 1 t/m 39) 27-11-2010 t/m 20-08-2011 Hitnotering: (Week 40 t/m 42) 03-09-2011 t/m 17-09-2011 Hitnotering: (Week 43) 26-11-2011 | Hitnotering: (Week 1 t/m 39) 27-11-2010 t/m 20-08-2011 Hitnotering: (Week 40 t/m 42) 03-09-2011 t/m 17-09-2011 Hitnotering: (Week 43) 26-11-2011 | Hitnotering: (Week 1 t/m 39) 27-11-2010 t/m 20-08-2011 Hitnotering: (Week 40 t/m 42) 03-09-2011 t/m 17-09-2011 Hitnotering: (Week 43) 26-11-2011 | Hitnotering: (Week 1 t/m 39) 27-11-2010 t/m 20-08-2011 Hitnotering: (Week 40 t/m 42) 03-09-2011 t/m 17-09-2011 Hitnotering: (Week 43) 26-11-2011 | Hitnotering: (Week 1 t/m 39) 27-11-2010 t/m 20-08-2011 Hitnotering: (Week 40 t/m 42) 03-09-2011 t/m 17-09-2011 Hitnotering: (Week 43) 26-11-2011 | Hitnotering: (Week 1 t/m 39) 27-11-2010 t/m 20-08-2011 Hitnotering: (Week 40 t/m 42) 03-09-2011 t/m 17-09-2011 Hitnotering: (Week 43) 26-11-2011 | Hitnotering: (Week 1 t/m 39) 27-11-2010 t/m 20-08-2011 Hitnotering: (Week 40 t/m 42) 03-09-2011 t/m 17-09-2011 Hitnotering: (Week 43) 26-11-2011 | Hitnotering: (Week 1 t/m 39) 27-11-2010 t/m 20-08-2011 Hitnotering: (Week 40 t/m 42) 03-09-2011 t/m 17-09-2011 Hitnotering: (Week 43) 26-11-2011 | Hitnotering: (Week 1 t/m 39) 27-11-2010 t/m 20-08-2011 Hitnotering: (Week 40 t/m 42) 03-09-2011 t/m 17-09-2011 Hitnotering: (Week 43) 26-11-2011 | Hitnotering: (Week 1 t/m 39) 27-11-2010 t/m 20-08-2011 Hitnotering: (Week 40 t/m 42) 03-09-2011 t/m 17-09-2011 Hitnotering: (Week 43) 26-11-2011 | Hitnotering: (Week 1 t/m 39) 27-11-2010 t/m 20-08-2011 Hitnotering: (Week 40 t/m 42) 03-09-2011 t/m 17-09-2011 Hitnotering: (Week 43) 26-11-2011 | Hitnotering: (Week 1 t/m 39) 27-11-2010 t/m 20-08-2011 Hitnotering: (Week 40 t/m 42) 03-09-2011 t/m 17-09-2011 Hitnotering: (Week 43) 26-11-2011 | Hitnotering: (Week 1 t/m 39) 27-11-2010 t/m 20-08-2011 Hitnotering: (Week 40 t/m 42) 03-09-2011 t/m 17-09-2011 Hitnotering: (Week 43) 26-11-2011 | Hitnotering: (Week 1 t/m 39) 27-11-2010 t/m 20-08-2011 Hitnotering: (Week 40 t/m 42) 03-09-2011 t/m 17-09-2011 Hitnotering: (Week 43) 26-11-2011 | Hitnotering: (Week 1 t/m 39) 27-11-2010 t/m 20-08-2011 Hitnotering: (Week 40 t/m 42) 03-09-2011 t/m 17-09-2011 Hitnotering: (Week 43) 26-11-2011 | Hitnotering: (Week 1 t/m 39) 27-11-2010 t/m 20-08-2011 Hitnotering: (Week 40 t/m 42) 03-09-2011 t/m 17-09-2011 Hitnotering: (Week 43) 26-11-2011 | Hitnotering: (Week 1 t/m 39) 27-11-2010 t/m 20-08-2011 Hitnotering: (Week 40 t/m 42) 03-09-2011 t/m 17-09-2011 Hitnotering: (Week 43) 26-11-2011 | Hitnotering: (Week 1 t/m 39) 27-11-2010 t/m 20-08-2011 Hitnotering: (Week 40 t/m 42) 03-09-2011 t/m 17-09-2011 Hitnotering: (Week 43) 26-11-2011 | Hitnotering: (Week 1 t/m 39) 27-11-2010 t/m 20-08-2011 Hitnotering: (Week 40 t/m 42) 03-09-2011 t/m 17-09-2011 Hitnotering: (Week 43) 26-11-2011 | Hitnotering: (Week 1 t/m 39) 27-11-2010 t/m 20-08-2011 Hitnotering: (Week 40 t/m 42) 03-09-2011 t/m 17-09-2011 Hitnotering: (Week 43) 26-11-2011 |
| Week: | 1 | 2 | 3 | 4 | 5 | 6 | 7 | 8 | 9 | 10 | 11 | 12 | 13 | 14 | 15 | 16 | 17 | 18 | 19 | 20 | 21 | 22 | 23 |
| --- | --- | --- | --- | --- | --- | --- | --- | --- | --- | --- | --- | --- | --- | --- | --- | --- | --- | --- | --- | --- | --- | --- | --- |
| Positie: | 41 | 26 | 30 | 36 | 34 | 40 | 56 | 44 | 56 | 57 | 59 | 46 | 46 | 53 | 44 | 57 | 95 | 57 | 27 | 17 | 21 | 27 | 27 |
| Week: | 24 | 25 | 26 | 27 | 28 | 29 | 30 | 31 | 32 | 33 | 34 | 35 | 36 | 37 | 38 | 39 | | 40 | 41 | 42 | | 43 | |
| Positie: | 35 | 58 | 55 | 70 | 66 | 75 | 81 | 80 | 61 | 58 | 67 | 65 | 74 | 82 | 77 | 74 | uit | 92 | 97 | 97 | uit | 67 | uit |